# Active Denial System
Traducere din Engleza, sursa :
"https://en.wikipedia.org/wiki/Active_Denial_System"
Sistemul "Active Denial System" (ADS) este o armă neletală direcțională,  folosind energie electromagnetică focalizată (microunde), dezvoltată de armata SUA, proiectată pentru asigurarea de perimetre de control, de securitate și controlul mulțimilor. În mod neoficial, arma este de asemenea numită "raza arzătoare", deoarece funcționează prin încălzirea suprafeței țintei, cum ar fi pielea subiecților umani vizați. 
Compania Raytheon (numele tradus al companiei este  "Razele Zeilor" n.a.)  în prezent este în curs de a introducere pe piață o versiune miniaturală a acestei tehnologii. 
ADS a fost desfășurată în 2010 de către armata Statelor Unite în războiul din Afganistan, dar a fost retrasă fără să fi fost folosită în luptă (Probleme legale cu acordul de la Geneva - tortura n.a.). 
La data de 20 august 2010, Departamentul "Los Angeles Sheriff" a anunțat intenția sa de a utiliza această tehnologie pe prizonieri în centrul de detenție Pitchess din Los Angeles, precizând însă intenția sa de a le utiliza în "evaluare operațională", sau în situații cum ar fi luptele și revoltele prizonierilor. 
ADS este în prezent doar o armă montată pe un vehicul, deși pentru pușcașii marini din SUA și poliție sunt disponibile versiuni mici, portabile.  ADS a fost finanțat sub sponsorizarea dezvoltării armelor neletale, prin programul DoD desfășurat cu Laboratorul de Cercetare al Air Force. 
Există presupuneri/raportări că Rusia și China sunt în curs de dezvoltare a propriilor versiuni ale sistemului "Active Denial System".